# Joachim Christoffel Benckendorff
Joachim Christoffel Benckendorff, Joachim Christoffel van Benckendorff (ur. 25 stycznia 1605 we Frankfurcie nad Odrą, zm. 11 kwietnia 1652 w Gdańsku) – niemiecki prawnik, dyplomata brandenburski.

## Życiorys
Syn Martina Benckendorffa (1545-1621), profesora prawa uniwersytetu we Frankfurcie nad Odrą, i Margarethy, córki księcia elektora Brandenburgii Thomasa Huebnera. Studiował na uniwersytecie we Frankfurcie nad Odrą (1611 lub 1621 ?), i na uniwersytecie w Królewcu (Albertus-Universität Königsberg) (1625-), gdzie w 1629 uzyskał doktorat z prawa. Był doradcą Elektora Brandeburskiego Fryderyka Wilhelma. Odbył podróż do Konstantynopola, gdzie przeprowadził rozmowy z patriarchą Cyrylem (1629). Udał się z misją do szwedzkiego kanclerza Axela Oxenstierny w celu wynegocjowania ewentualnego małżeństwa między elektorem brandenburskim Fryderykiem Wilhelmem a szwedzką królową Kristiną (1645). Pełnił funkcję rezydenta Brandenburgii w Gdańsku (1646-1652).